# Calle Regina (Ciudad de México)
La calle Regina está localizada en el Centro Histórico de la Ciudad de México. Parte de su trayecto desde el 23 de octubre de 2008 fue convertido en calle peatonal, en un proyecto que el Gobierno de la Ciudad de México denominó corredor cultural peatonal mediante un proyecto integral de remozamiento e intervención urbana, siendo esta calle eje rector del Plan Integral de Manejo del Centro Histórico, una serie de acciones oficiales urbanísticas. Además de sus monumentos, instalaciones educativas, culturales y recreativas, la calle es recinto frecuente de actividades al aire libre.

## Historia
La actual calle de Regina pudo ser parte del islote original de México-Tenochtitlan, concretamente en el campan (barrio) de Moyotlan. Para la época novohispana el trazo de la calle quedó dentro del barrio de San Juan. Hacia 1573 un grupo de religiosas inició la edificación del monasterio de la Natividad de Regina Coeli, el cual se localiza hasta la fecha en las esquinas de las actuales calles de Regina y Bolívar. Frente a este templo se formaría a la postre la llamada Plaza Chiquita de Regina. Cerca de la zona se construiría el Colegio de las Vizcaínas en el siglo XVII.
Además de las instituciones, de gran importancia en la época, en Regina se establecieron casas habitación, comercios y talleres artesanales. Hacia 1868 fue instalada en la plaza chiquita una fuente que abastecía a aguadores y fueron hechas distintas obras de remodelación. En 1886 fue construido junto al templo fue inaugurado el Hospital Concepción Beistegui.
Desde mediados del siglo XIX el Centro Histórico fue paulatinamente abandonado por las familias de clase alta de la capital prefiriendo otras colonias de la Ciudad de México, por lo que los inmuebles suntuosos del primer cuadro capitalino fueron fraccionados en vecindades y multifamiliares. En 1967 la Plaza Chiquita de Regina recibió un remozamiento que cerró parcialmente el paso de automóviles en la calle.
En el año 1985, a las 7:19 AM; el edificio marcado con el número 63 recibió el impacto de otro inmueble ubicado en la Avenida 20 de noviembre, dejando así a familias completas sin hogar y la pérdida de vidas humanas, quienes se dirigían a trabajar al banco ubicado en la planta baja de la esquina de Regina con 20 de noviembre y en las fábricas de ropa de los pisos siguientes o que simplemente transitaban por esa calle. 
El edificio fue demolido en su totalidad un mes después y se dio paso a una unidad habitacional ahora con el número 61 donde solo queda el recuerdo de lo que fue una tranquila vida, que ese 19 de septiembre cambió para siempre.
Hacia 2001 inició un proceso de revitalización del Centro Histórico por parte del gobierno apoyado por el sector privado. 

### Corredor cultural peatonal
A partir de 2007 inició el Programa de Rehabilitación del Espacio Urbano en Calles del Centro Histórico de la Ciudad de México, la cual consideraba el Proyecto  Estratégico de Corredores Culturales del Gobierno de la Ciudad de México inició para transformar a Regina en un corredor cultural peatonal mediante un proyecto integral que consideró distintas acciones con una inversión de 55 millones de pesos mexicanos:
- La reconversión de calle convencional a peatonal desde la calle Bolívar hasta 20 de noviembre, considerando los cruces de Isabel La Católica y 5 de febrero. Para ello fueron colocados nuevos tipos de superficie con losetas de concreto con agregado de basalto y grano de mármol,[1] iluminación, vegetación como árboles cazahuates, cambio integral de tuberías de agua potable y drenajes así como mobiliario urbano como bancas, bolardos; el rediseño de cruces de calles y accesos al corredor peatonal
- La conservación de habitantes originales y la promoción de los negocios existentes en la calle con el fin de evitar el desplazamiento y la gentrificación
- La apertura de centros culturales y zonas de consumo (gastronomía) y entretenimiento
- El aprovechamiento y difusión del patrimonio cultural existente

## Sitios culturales
- Galería Clínica Regina
- Foro de ensayos del Instituto Nacional de Bellas Artes
- Museo Casa de la Memoria Indómita, antigua estación de bomberos. Museo y centro cultural cedido en comodato al Comité ¡Eureka!.
- Mural "Sueño de una tarde de domingo en el Callejón del Cuajo", el cual es una reinterpretación de una obra de Diego Rivera considerando los personajes de La Familia Burrón.
- Templo de Regina Coeli
- Sede de la Universidad del Claustro de Sor Juana
- Museo de sitio del Antiguo Hospital Concepción Béistegui, ubicado en el número 7, el museo fue inaugurado en agosto del 2015.